# Jeannette Walls
Pour les articles homonymes, voir Walls.
Œuvres principales
The Glass Castle, Des chevaux sauvages, ou presque
Jeannette Walls, née le 21 avril 1960  à Phoenix, est une écrivaine et journaliste américaine.

## Œuvres
- Dish: The Inside Story on the World of Gossip, 2000
- The Glass Castle, 2005[2]

- traduit en français sous le titre Le Château de verre par Bella Arman, Paris, Éditions Robert Laffont, 2007, 374 p.  (ISBN 978-2-221-09938-4)
- Half Broke Horses: A True-Life Novel, 2009

- traduit en français sous le titre Des chevaux sauvages, ou presque par Bella Arman, Paris, Éditions Robert Laffont, 2010, 341 p.  (ISBN 978-2-221-11435-3)
- The Silver Star, 2013

- traduit en français sous le titre L’Étoile d'argent par Aline Azoulay-Pacvoň, Paris, Éditions Robert Laffont, 2016, 349 p.  (ISBN 978-2-221-13826-7)
- Hang the Moon, 2023

## Adaptation
- 2017 : Le Château de verre (The Glass Castle)